# Boyd Reith
Boyd Reith (Rotterdam, 5 maggio 1999) è un calciatore olandese, difensore dell'Almere City in prestito dallo Sparta Rotterdam.

## Carriera
Reith è cresciuto nel settore giovanile del Feyenoord, che ha lasciato nel 2019 per passare allo Sparta Rotterdam. Dopo una stagione con la squadra riserve nel 2020 è passato all'Helmond Sport dove ha debuttato nel calcio professionistico il 29 agosto nell'incontro di Eerste Divisie vinto 2-1 contro il TOP Oss. Dopo due stagioni da titolare, nel 2022 è passato al Roda JC, dove ha sfiorato la promozione in Eredivisie al termine della stagione 2023-2024.
Il 14 giugno 2024 ha lasciato i gialloneri a parametro zero ed ha fatto ritorno allo Sparta Rotterdam.

## Statistiche

### Presenze e reti nei club
Statistiche aggiornate al 30 agosto 2024.
| Stagione        | Squadra          | Campionato      | Campionato | Campionato | Coppe nazionali | Coppe nazionali | Coppe nazionali | Coppe continentali | Coppe continentali | Coppe continentali | Altre coppe | Altre coppe | Altre coppe | Totale | Totale |
| Stagione        | Squadra          | Comp            | Pres       | Reti       | Comp            | Pres            | Reti            | Comp               | Pres               | Reti               | Comp        | Pres        | Reti        | Pres   | Reti   |
| --------------- | ---------------- | --------------- | ---------- | ---------- | --------------- | --------------- | --------------- | ------------------ | ------------------ | ------------------ | ----------- | ----------- | ----------- | ------ | ------ |
| 2019-2020       | Jong Sparta      | 2D              | 22         | 4          |                 | -               | -               |                    | -                  | -                  |             | -           | -           | 22     | 4      |
| 2020-2021       | Helmond Sport    | 1D              | 36         | 0          | CO              | 1               | 0               |                    | -                  | -                  |             | -           | -           | 37     | 0      |
| 2021-2022       | Helmond Sport    | 1D              | 35         | 2          | CO              | 1               | 0               |                    | -                  | -                  |             | -           | -           | 36     | 2      |
| 2022-2023       | Roda JC          | 1D              | 35         | 1          | CO              | 1               | 0               |                    | -                  | -                  |             | -           | -           | 36     | 1      |
| 2023-2024       | Roda JC          | 1D              | 37+2       | 1+0        | CO              | 1               | 0               |                    | -                  | -                  |             | -           | -           | 33     | 1      |
| 2024-2025       | Sparta Rotterdam | ED              | 4          | 0          | CO              | 0               | 0               |                    | -                  | -                  |             | -           | -           | 4      | 0      |
| Totale carriera | Totale carriera  | Totale carriera | 183        | 8          |                 | 4               | 0               |                    | -                  | -                  |             | -           | -           | 187    | 8      |